# Maclovia
Maclovia (coneguda en alguns països com Belleza Maldita) és una pel·lícula mexicana de drama romàntic estrenada en 1948, dirigida per Emilio Fernández Romo i protagonitzada per María Félix i Pedro Armendáriz.

## Sinopsi
A la bella illa de Janitzio, en el llac de Pátzcuaro, en Michoacán, Mèxic, viu Maclovia (María Félix), la filla del cap d'una comunitat d'indis tarascos de la regió. Maclovia estima José María (Pedro Armendáriz), però el seu pare s'oposa al seu romanç. El jove José María, farà tot per guanyar el favor del pare de la jove. Però el problema comença amb l'arribada a la regió d'un batalló de soldats, perquè el sergent (Carlos López Moctezuma), s'ha encapritxat amb Maclovia.

## Repartiment
- María Félix: Maclovia
- Pedro Armendáriz: Jose Maria
- Carlos López Moctezuma: sergent Genovevo de la Garza
- Columba Domínguez: Sara
- Arturo Soto Rangel: Don Justo el mestre
- Roberto Cañedo:

## Comentaris
- La cinta va ser aclamada a la 9a Mostra Internacional de Cinema de Venècia. El rostre de María Félix caracteritzada com Maclovia, penjava dels ponts de la Plaça de Sant Marc.[2]
- A la IV edició dels Premis Ariel atorgats en 1949 a la coactuació femenina (Columba Domínguez) i al paper de quadre masculí (Arturo Soto Rangel).
- En 1949 El Comitè Nacional de Tècnics Cinematogràfics de Bèlgica atorga el premi d'honor als tècnics mexicans per aquest film.
- En 1949 se li atorga el premi a la millor fotografia al Festival Internacional de Cinema de Karlovy Vary.